# Euclystis fulica
Euclystis fulica är en fjärilsart som beskrevs av Felder 1874. Euclystis fulica ingår i släktet Euclystis och familjen nattflyn. Inga underarter finns listade i Catalogue of Life.